# Martin Lammers
Martin Lammers (ur. 22 grudnia 1939 w Nienborg) – niemiecki duchowny rzymskokatolicki, w latach 1979-2009 prałat terytorialny Óbidos w Brazylii. 
Święcenia prezbiteratu przyjął 22 lipca 1967 roku w zakonie franciszkańskim. Papież Jan Paweł II mianował go 2 sierpnia 1979 roku prałatem terytorialnym Óbidos, sakrę przyjął 4 października 1979. 28 stycznia 2009 roku Benedykt XVI przyjął jego rezygnację z pełnionego urzędu złożoną ze względu na wiek, wyznaczając jako następcę Johannesa Bahlmanna, którego współkonsekrował 9 maja 2009.